# 川島零士
川島 零士（かわしま れいじ、1995年11月30日 - ）は、日本の男性声優。愛知県名古屋市出身。青二プロダクション所属。

## 略歴
高校時代に進路を考えていた時に、友人から「零士はいい声だから、声優とか、やればいいんじゃない?」と言われていたが、川島は「いい声ではないだろう!」と考えていた。昔からアニメ、ゲームは好きであり、ゲーム『大乱闘スマッシュブラザーズ』の声真似が友人に受けていたことから、声優を目指した。ゲーム『ファイナルファンタジーX』も声優になろうと思ったきっかけにもなったと語る。
名古屋スクールオブミュージック&ダンス専門学校出身。AIR AGENCY声優養成所を経て、AIR AGENCYに所属していた。
2021年のテレビアニメ『不滅のあなたへ』のフシ役で初主演。同年10月1日、9月30日をもってAIR AGENCYを退所し、青二プロダクション（ジュニア）に所属。
2022年、第16回声優アワードにて新人男優賞を受賞。
2025年2月22日、自身のXアカウントにて一般女性との結婚を報告。

## 人物
趣味はファッション、海外旅行、読書、美術、映画、舞台鑑賞、ロードバイク。特技は洋服のコーディネート、水泳、ラグビー、場を和ませること。
名古屋弁が使える。

## 出演
太字はメインキャラクター。

### テレビアニメ
2017年
- 異世界食堂（男性）

2018年
- 七つの美徳（後輩、専門学生）

2019年
- あんさんぶるスターズ!（男子生徒）

2020年
- 痛いのは嫌なので防御力に極振りしたいと思います。（観戦者A、プレイヤー3、熊、プレイヤー1、観戦者1）
- ド級編隊エグゼロス（男子）
- 池袋ウエストゲートパーク（戸田橋デストロイヤーZ2）

2021年
- シャドーハウス（2021年 - 2022年、パトリック / リッキー） - 2シリーズ
- 不滅のあなたへ（2021年 - 2025年、少年、フシ） - 3シリーズ
- 進化の実〜知らないうちに勝ち組人生〜（2021年 - 2023年、ジェイド・レーヴェン） - 2シリーズ

2022年
- ハコヅメ〜交番女子の逆襲〜（署員）
- デジモンゴーストゲーム（小鳥遊優人）
- 機動戦士ガンダム 水星の魔女（メカニック）
- VAZZROCK THE ANIMATION（野村栄太）

2023年
- シュガーアップル・フェアリーテイル（ジョナス・アンダー） - 2シリーズ
- 僕とロボコ（妙々寺トウサカ、環境保全マン）
- マッシュル-MASHLE-（2023年 - 2024年、フィン・エイムズ） - 2シリーズ
- 英雄教室（ブレイド）
- 聖者無双〜サラリーマン、異世界で生き残るために歩む道〜（ルシエル）
- 贄姫と獣の王（盗賊B）
- ホリミヤ -piece-（男子生徒B）
- 死神坊ちゃんと黒メイド（スリ団）
- 絆のアリル（XR生徒4）
- 『ヒプノシスマイク-Division Rap Battle-』Rhyme Anima +（健太郎）

2024年
- 治癒魔法の間違った使い方（トーマス）
- カードファイト!! ヴァンガード Divinez（2024年 - 2025年、呼続スオウ） - 3シリーズ
- 貼りまわれ!こいぬ（プワプワプードル、Ba.KITOKU〈イヌーズ〉、園児、ナレーション、うぶ毛くん 他） - 2シリーズ
- 愚かな天使は悪魔と踊る（男子生徒）
- 夜桜さんちの大作戦（朝野太陽 / 昼川恒星）
- この世界は不完全すぎる（アマノ）
- 妖怪学校の先生はじめました!（2024年 - 2025年、大田弥五郎）
- 村井の恋（福永玲）

2025年
- ハニーレモンソーダ（司会、男子生徒）
- 男女の友情は成立する?（いや、しないっ!!）（先輩）
- ゴリラの神から加護された令嬢は王立騎士団で可愛がられる（アイザック・シーアン）
- 片田舎のおっさん、剣聖になる（町道場門下生）
- アン・シャーリー（ポール・アーヴィング）
- ネクロノミ子のコズミックホラーショウ（エイタ、アルデバラン）
- 9-nine- Ruler’s Crown（炎のユーザー）
- ニャイト・オブ・ザ・リビングキャット（アラタ）

### 劇場アニメ
- 映画 さよなら私のクラマー ファーストタッチ（2021年、林）
- トラペジウム（2024年）

### Webアニメ
- 駅メモ!ショートアニメ（2018年、マスター[38]）

### ゲーム
2017年
- ダンジョンに出会いを求めるのは間違っているだろうか 〜メモリア・フレーゼ〜
- 巨影都市

2018年
- 破軍・三国志（孫匡、韓忠）
- 戦国ASURA（高橋紹運、森蘭丸）

2019年
- FINAL FANTASY XV EPISODE ARDYN
- ダンキラ!!! - Boys, be DANCING! -（幼い朝日ソラ）
- 蒼天のスカイガレオン（エロース、クリシュナ）

2020年
- キャプテン翼 RISE OF NEW CHAMPIONS（プレイヤーキャラクター）
- クイズRPG 魔法使いと黒猫のウィズ（小燃丸 / 燃燃童子）

2021年
- タロット男子 〜22人の見習い占い師〜（ハイル・ラヴーシュカ）
- モンスターストライク（2021年 - 2024年、コニィ・ルー、マビノギオン、ヒヤシンス、朝野太陽）

2022年
- 刀剣乱舞 ONLINE（七星剣）
- Money Parasite 〜嘘つきな女〜（田中さん）

2024年
- 東京ディバンカー（歩二魁斗)
- ライドカメンズ

2025年
- 真・三國無双 ORIGINS（白鸞、ナレーション）
- グルーヴコースター フューチャーパフォーマーズ（閃道カケル）

時期未定
- オランピアソワレ Catharsis（菖愁）

### ボイスドラマ
- 歴史ゴーストバスターズ2 ボイスドラマ（2021年、瀬戸流斗[48]）
- 燈の守り人～幻想夜話～（2022年、御前埼灯台[49]）
- ラジオドラマ「二哈と彼の白猫師尊」日本語版（2025年、容九[50]）

### デジタルコミック
- ねこ、はじめました（竹田）
- あまあま（2016年、男生徒[51]）
- 夜桜さんちの大作戦（2020年、朝野太陽[52]）
- 会長様とひよこちゃん（2020年、不破晴一[53]）
- 仄見える少年（2020年、霊怪[54]、2021年、学生達[55]、佐竹与次郎[56]）
- アメノフル（2021年、三鳥ミサキ[57]）
- 柚子川さんは察して欲しい。（2021年、串間託須[58]）
- FPSの友達とリアルで会う漫画（2021年、Mくん[59]）
- アルマギア -Project-（2022年、帝国兵B、社員C、帝国戦車兵A、帝国戦車兵D[60]）
- 少女マンガのヒーローになりたいのにヒロイン扱いされる俺。（2024年、藤ヶ谷宙）

### BLCD
- ブラットテイマー／キング（菫青シノ）

### 吹き替え
- ハード・ナイト（中国語版）

### 舞台
- えのもとぐりむプロデュース名古屋公演「えのもとぐりむのやわらかいパン」（2015年、G/Pit） - Bチーム[61]
- えのもとぐりむ傑作選vol.1「黒い羊の仮説」（2017年、シアターグリーン） - Bチーム[62]
- LAWSON presents 朗読歌劇アルマギア 〜First Live 2023〜（2023年7月9日、立川ステージガーデン） - 兵士 役ほか[63]

### 朗読
- Reading Hideaway（2019年）

### ラジオ
※はインターネット配信。
- 月刊 新・男前通信4月号〜月刊 川島零士（2021年、文化放送モバイルplus※）[64]
- オトメフラグラジオ（2021年、超!A&G+※）
- ラジオダブルディア シーズン1（2021年、ラジ友※）
- となりの川島、むかいの大野の〇〇ラジオ（2022年 - 、ラジ友※）
- 夜桜さんちの大作戦〜SPYDAY RADIO〜（2024年 - 、YouTube※、音泉※）[65][66]
- 川島零士 Lazy Crazy（2024年、音泉※）

### その他
- 天才てれびくんhello,（2022年、ソレイユ）
- 燈の守り人 灯台音声ガイド 静岡県御前崎市 御前埼灯台（2022年[49]）ナビゲーター
- オーディオブック「いつかのサヨナラを」（2024年、ナレーター[67]）